# Mittelpöllitz
Mittelpöllitz (oberfränkisch: Middlbölleds) ist ein Gemeindeteil des Marktes Marktschorgast im Landkreis Kulmbach (Regierungsbezirk Oberfranken, Bayern). Mittelpöllitz liegt in der Gemarkung Pulst.

## Lage
Der Weiler liegt am Laubenbach, einem rechten Zufluss des Weißen Mains. Eine Gemeindeverbindungsstraße führt zur Kreisstraße KU 1 (0,3 km nordwestlich) bzw. nach Unterpöllitz (0,2 km südwestlich).

## Geschichte
Der Ort wurde 1317 als „Bolenz“ erstmals urkundlich erwähnt. Dem Ortsnamen liegt das slawische Wort „polje“ zugrunde, das Feld bedeutet. 1348 erscheint die Form „Politz“, 1663 ist erstmals von einem „Mitlern Pölnitz“ die Rede.
Gegen Ende des 18. Jahrhunderts bestand Mittelpöllitz aus einem Anwesen. Das Hochgericht übte das bambergische Centamt Marktschorgast aus. Die Dorf- und Gemeindeherrschaft hatte das brandenburg-bayreuthische Stadtvogteiamt Berneck. Das brandenburg-bayreuthische Stiftskastenamt Himmelkron war Grundherr des Hofes.
Mit dem Gemeindeedikt wurde Mittelpöllitz dem 1811 gebildeten Steuerdistrikt Marktschorgast und der 1812 gebildeten Ruralgemeinde Pöllitz zugewiesen. Mit dem Zweiten Gemeindeedikt (1818) wurde diese nach Ziegenburg eingemeindet. Im Zuge der Gebietsreform in Bayern wurde Mittelpöllitz am 1. April 1971 im Zuge der Gebietsreform in Bayern nach Marktschorgast eingemeindet.

### Einwohnerentwicklung
| Jahr      | 001809 | 001818 | 001861 | 001871 | 001885 | 001900 | 001925 | 001950 | 001961 | 001970 | 001987 |
| Einwohner | 36 *   | 32 *   | 34     | 59 *   | 26     | 26     | 26     | 27     | 19     | 15     | 10     |
| Häuser    |        | 8 *    |        |        | 3      | 4      | 3      | 4      | 3      |        | 3      |
| Quelle    | [ 11 ] | [ 8 ]  | [ 12 ] | [ 13 ] | [ 14 ] | [ 15 ] | [ 16 ] | [ 17 ] | [ 18 ] | [ 19 ] | [ 1 ]  |

## Religion
Mittelpöllitz ist seit der Reformation gemischt konfessionell. Die Protestanten sind bis heute nach St. Johannis (Wirsberg) gepfarrt, die Katholiken sind nach St. Jakobus der Ältere (Marktschorgast) gepfarrt.